# Tiset Kirke
Tiset Kirke ligger i Tiset Sogn i Ning Herred (Århus Stift), cirka 13 km syd for centrum af Aarhus.
Tiset Kirke har et skib og kor i romansk stil, mens tårnet og våbenhuset er i gotisk stil.

## Historie
Skibet og koret er opført i slutningen af det 12. århundrede, mens tårnet og våbenhuset kom til omkring år 1500. Ved reformationen kom kirken i 1536 under kongen, og under Torstenson-krigen (1643-45) blev kirken hærget af svenske soldater, der ribbede den for værdier og havde dyrehold på kirkegården.
og derfra blev det i 1687 overgivet til godset Constantinsborg. Herfra blev det solgt til præsten og fire gårdejere i 1799, og disse overgav det senere til sognets beboere i almindelighed. I 1961 blev kirken selvejende, og nytårsnat 1966-67 blev den offer for en stor brand. Efterfølgende blev kirken restaureret til sit nuværende udseende, og kirken, præstegården og de tilhørende jorder administreres nu af menighedsrådet.